# Rio do Mato
O rio do Mato é um curso de água do estado  de Santa Catarina, no Brasil.